# Rully (Saône-et-Loire)
Pour les articles homonymes, voir Rully.
Rully est une commune française située dans le département de Saône-et-Loire, en région Bourgogne-Franche-Comté. Les habitants sont les Rullyotins et les Rullyotines.

## Géographie
Village situé à environ 15 kilomètres au nord de Chalon-sur-Saône et à 15 kilomètres au sud de Beaune. Il se situe en plein centre de la Bourgogne, au nord de la Saône-et-Loire.

### Accès et transports
Le long du canal du Centre, sur l'ancien chemin de halage, s'étire la Voie Verte (de Saint-Léger-sur-Dheune à Chalon-sur-Saône en passant par Chagny), allée bitumée pour les transports doux, principalement utilisée par des vélos, des rollers et des piétons. La nationale 6 se situe à l'ouest de Rully la départementale traverse le village.

### Géologie et relief
La commune s'étend de la plaine de la Saône aux coteaux des prémices du Morvan. Le village est un village de côte : il est établi au pied d’une côte, escarpement taillé dans le plateau précédant le Morvan. Il profite ainsi de trois milieux : le plateau calcaire, la côte favorable à la vigne, la plaine favorable aux cultures céréalières. De plus, à Rully, la côte, orientée NNE-SSO, est coupée de plusieurs combes, ce qui multiplie les versants favorablement orientés pour la vigne.

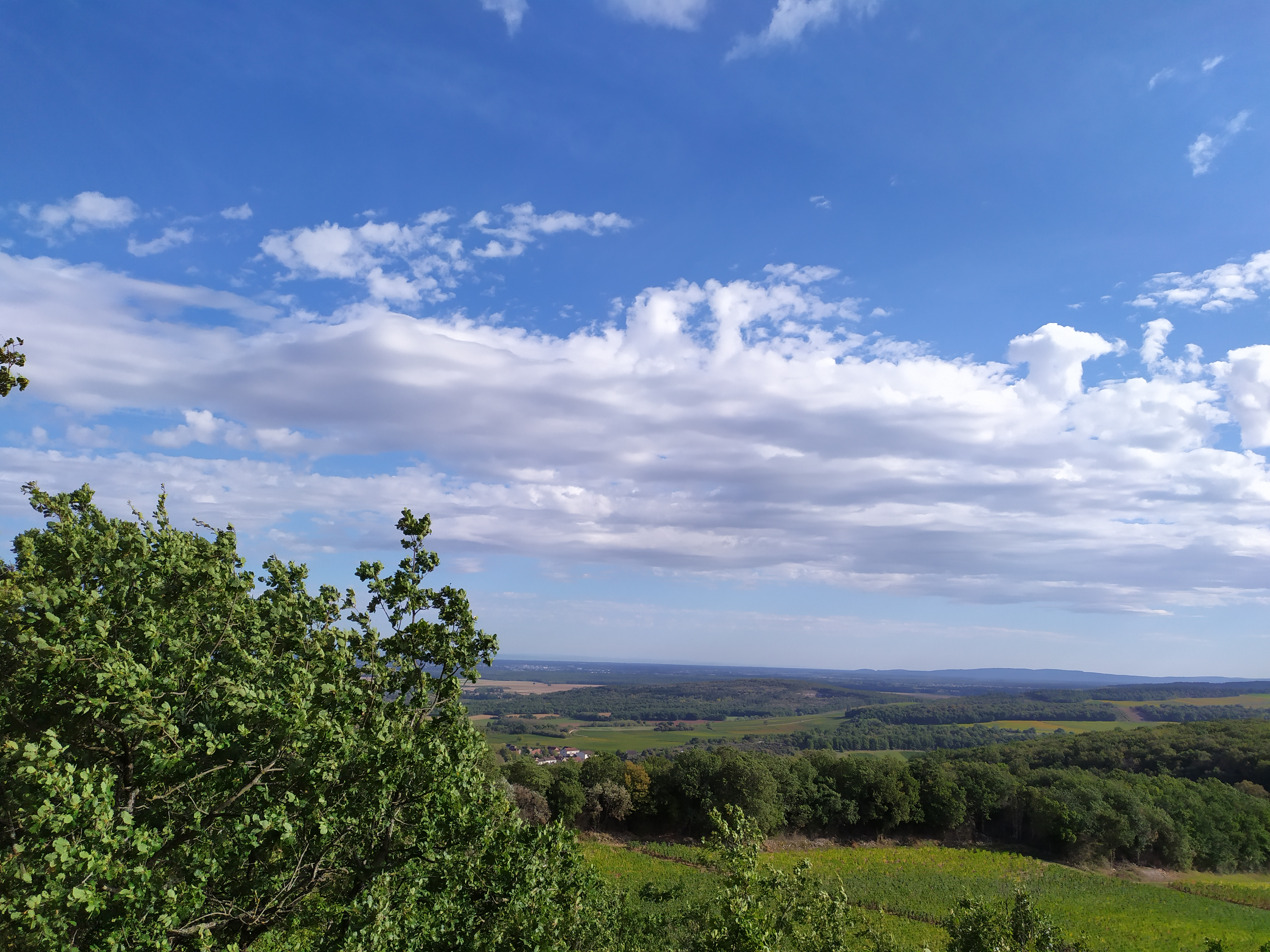
Photo prise depuis un plateau surplombant Rully.

### Hydrographie
Deux cours d'eau coulent par Rully. La Thalie qui prend sa source au centre du village et canal du Centre à l'ouest.

### Climat
Pour des articles plus généraux, voir Climat de la Bourgogne-Franche-Comté et Climat de Saône-et-Loire.
En 2010, le climat de la commune est de type climat océanique dégradé des plaines du Centre et du Nord, selon une étude du Centre national de la recherche scientifique s'appuyant sur une série de données couvrant la période 1971-2000. En 2020, Météo-France publie une typologie des climats de la France métropolitaine dans laquelle la commune est dans une zone de transition entre le climat océanique altéré et le climat océanique altéré et est dans la région climatique Bourgogne, vallée de la Saône, caractérisée par un bon ensoleillement (1 900 h/an), un été chaud (18,5 °C), un air sec au printemps et en été et des vents faibles.
Pour la période 1971-2000, la température annuelle moyenne est de 11,1 °C, avec une amplitude thermique annuelle de 17,9 °C. Le cumul annuel moyen de précipitations est de 802 mm, avec 11,2 jours de précipitations en janvier et 7,4 jours en juillet. Pour la période 1991-2020, la température moyenne annuelle observée sur la station météorologique de Météo-France la plus proche, « Chalon-Champforgueil », sur la commune de Champforgeuil à 9 km à vol d'oiseau, est de 11,4 °C et le cumul annuel moyen de précipitations est de 736,5 mm. 
La température maximale relevée sur cette station est de 39,7 °C, atteinte le 12 août 2003 ; la température minimale est de −17,6 °C, atteinte le 20 décembre 2009,,.
Les paramètres climatiques de la commune ont été estimés pour le milieu du siècle (2041-2070) selon différents scénarios d'émission de gaz à effet de serre à partir des nouvelles projections climatiques de référence DRIAS-2020. Ils sont consultables sur un site dédié publié par Météo-France en novembre 2022.

## Urbanisme

### Typologie
Au 1er janvier 2024, Rully est catégorisée bourg rural, selon la nouvelle grille communale de densité à sept niveaux définie par l'Insee en 2022.
Elle est située hors unité urbaine. Par ailleurs la commune fait partie de l'aire d'attraction de Chalon-sur-Saône, dont elle est une commune de la couronne,. Cette aire, qui regroupe 109 communes, est catégorisée dans les aires de 50 000 à moins de 200 000 habitants,.

### Occupation des sols
L'occupation des sols de la commune, telle qu'elle ressort de la base de données européenne d’occupation biophysique des sols Corine Land Cover (CLC), est marquée par l'importance des territoires agricoles (53,9 % en 2018), en diminution par rapport à 1990 (54,8 %). La répartition détaillée en 2018 est la suivante : forêts (31,3 %), terres arables (23,7 %), cultures permanentes (20,9 %), zones urbanisées (8,8 %), zones agricoles hétérogènes (6,4 %), milieux à végétation arbustive et/ou herbacée (6,1 %), prairies (2,8 %). L'évolution de l’occupation des sols de la commune et de ses infrastructures peut être observée sur les différentes représentations cartographiques du territoire : la carte de Cassini (XVIIIe siècle), la carte d'état-major (1820-1866) et les cartes ou photos aériennes de l'IGN pour la période actuelle (1950 à aujourd'hui).

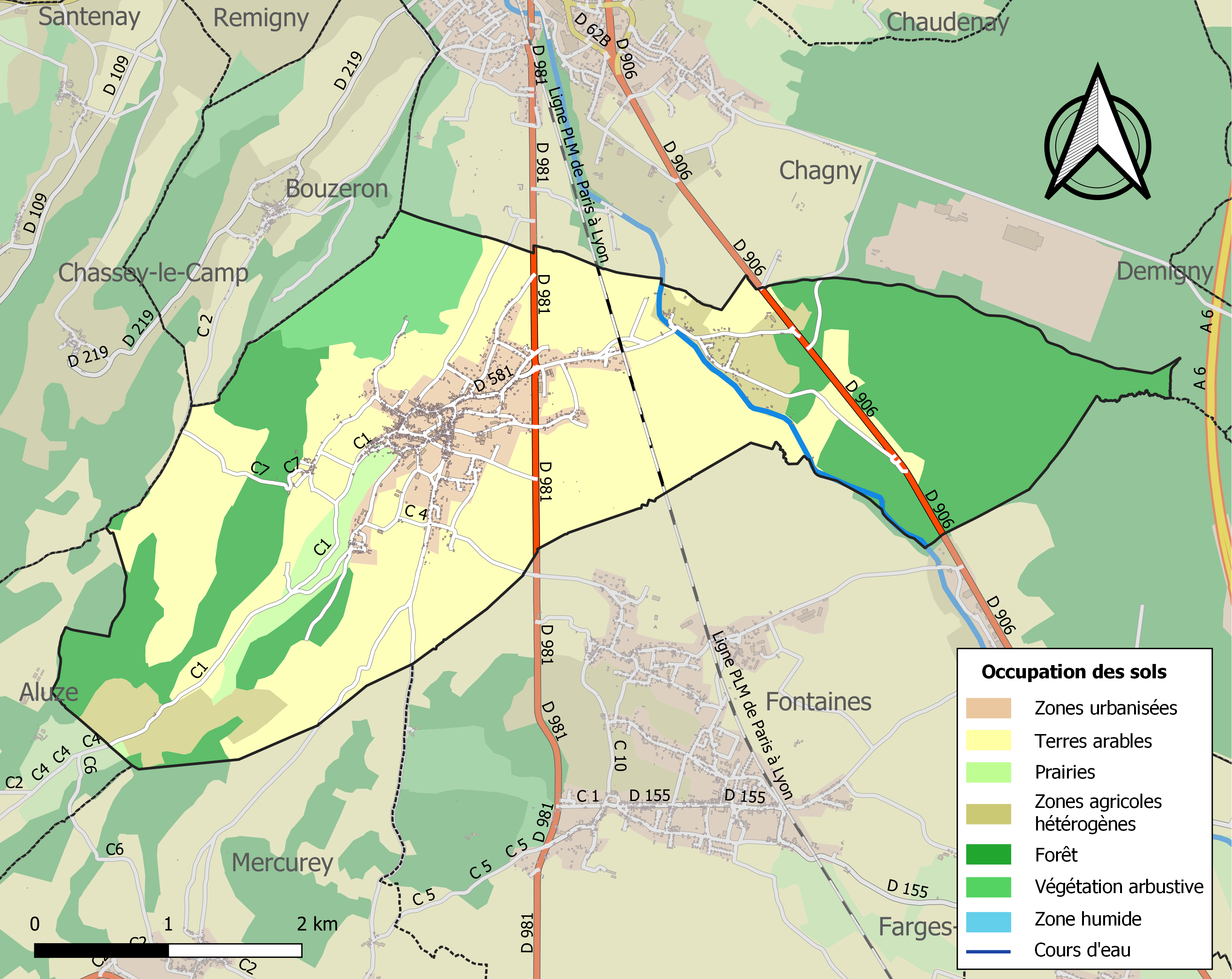
Carte des infrastructures et de l'occupation des sols de la commune en 2018 (CLC).

## Toponymie

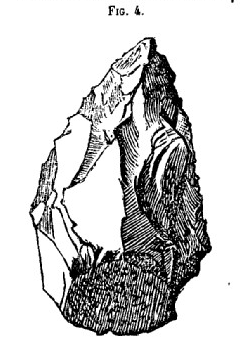
Tête de lance acheuléenne
(selon Chabas 1876).

## Histoire

### Préhistoire
Les cinq grottes d'Agneux sont sur le trajet du GR 76 à environ 300 m à l'ouest du petit village d'Agneux et environ 1,3 km ouest-sud-ouest de Rully. Elles sont creusées dans la base plus ou moins dolomisée des calcaires de Nantoux de l'Oxfordien supérieur (j6b1, en bleu clair dans la carte géologique).
Les environs proches (dans un rayon de 15 km) incluent une vingtaine de sites préhistoriques connus. Sur la commune même, le plus connu est la grotte de la Mère Grand. Sont citées hors commune les grottes de la Verpillière près de Germolles sur Mellecey (7,3 km (à vol d'oiseau) au sud-est), un site occupé au Paléolithique moyen et au début du Paléolithique supérieur ; les sites de plein air de Saint-Martin-sous-Montaigu (6 km au sud) ; les abris Virely et Vasselon à Saint-Aubin (8,5 km au nord, en Côte-d'Or) ; les grottes de Saint-Romain (14 km au nord)….
Les grottes d'Agneux I et II sont, d'après Floss et al. (2018), les « premières grottes ornées probablement datées du Paléolithique en Bourgogne méridionale ». Ses parois portent de très nombreux grafitti gravés, la plupart récents mais certains anciens,.

### Antiquité, Moyen Âge
Autrefois Rubuliacum puis Rulliacum. Vestiges de l'époque gallo-romaine. Ancien archipêtré du diocèse de Chalon. La terre de Rully, érigée en baronnie, a donné son nom à plusieurs seigneurs, l'un d'eux, capitaine de Chalon, fut tué par les Ligueurs en 1593. Il y avait une léproserie et deux moulins à blé.
En 1120, Robert d'Aluze donne ce qu'il a à Aluze et à Rully.

### Temps modernes
À la Révolution, par délibération du 18 nivôse an II, les habitants de Rully prirent le parti de se partager les biens communaux, qu'il se distribuèrent à raison de trois perches environ chacun (un are environ).

## Politique et administration

### Listes des maires

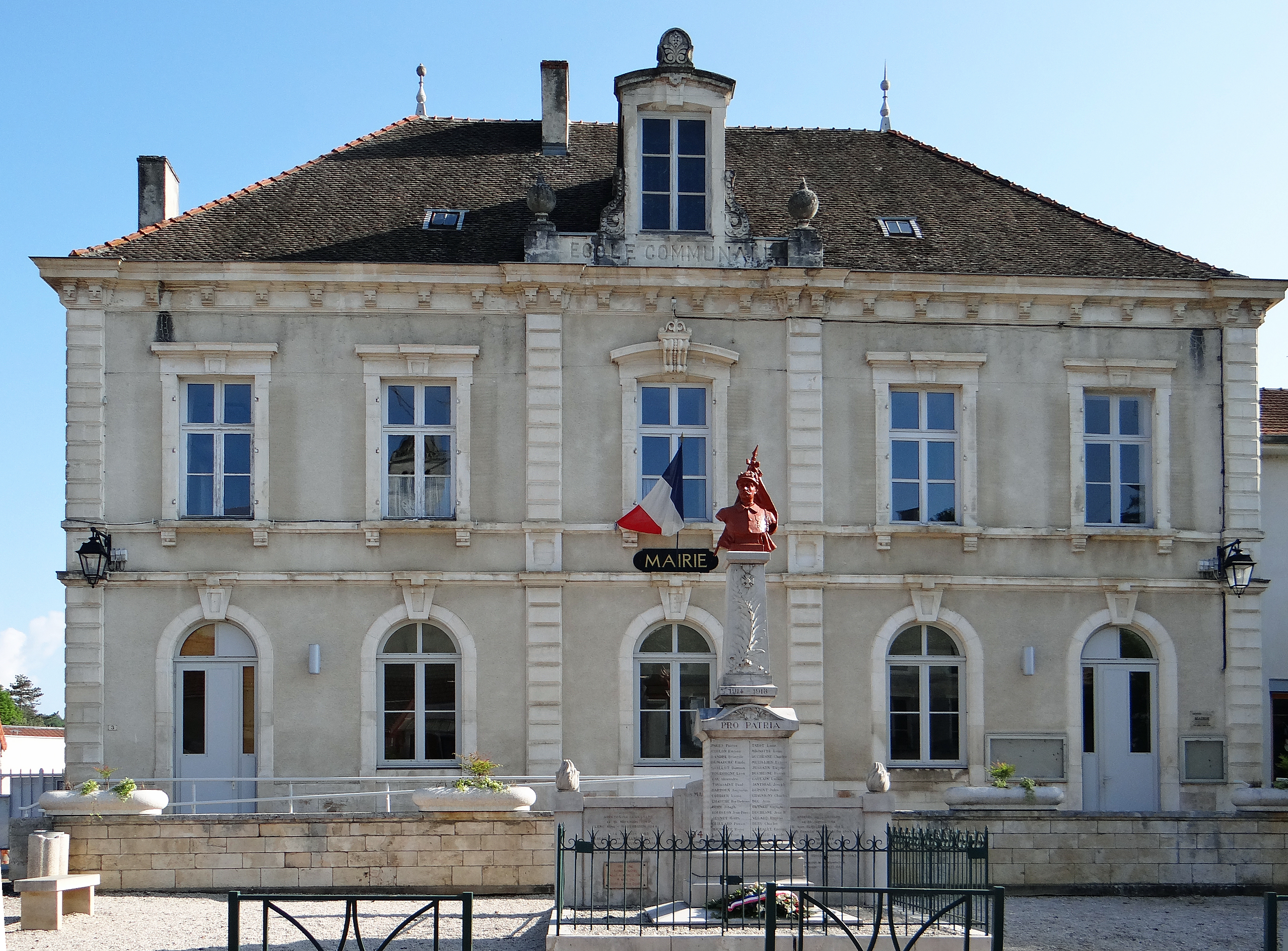
Mairie et monument aux morts.

| Période       | Période      | Identité              | Étiquette      | Qualité |
| ------------- | ------------ | --------------------- | -------------- | ------- |
| mars 1959     | mars 1983    | Eugène Golfier        |                |         |
| mars 1983     | juin 1995    | Jean-François Delorme | sans étiquette |         |
| juin 1995     | mars 2008    | Gerard Vitteaut       | sans étiquette |         |
| mars 2008     | mars 2014    | François Lotteau      | EELV           |         |
| mars 2014     | octobre 2015 | Marc Sonnet           | DVD            |         |
| novembre 2015 | en cours     | Sylvie Trapon         | DVD            |         |

### Canton et intercommunalité
La commune fait partie du Grand Chalon.

### Écologie et recyclage

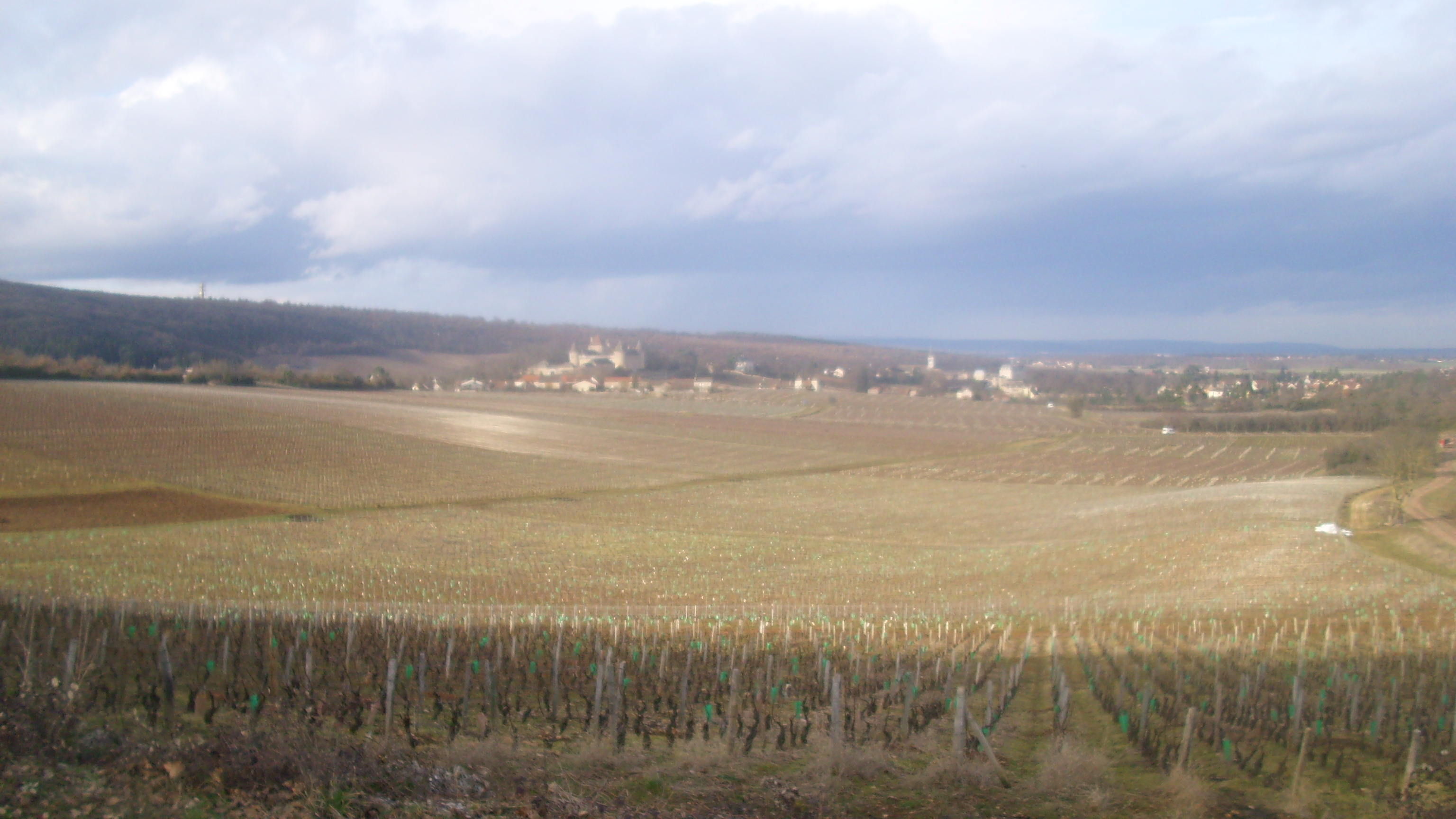
Vue d'une partie de Rully et d'une partie de son vignoble.

Les vignobles de la côte chalonnaise.

## Population et société

### Démographie

#### Évolution démographique
L'évolution du nombre d'habitants est connue à travers les recensements de la population effectués dans la commune depuis 1793. Pour les communes de moins de 10 000 habitants, une enquête de recensement portant sur toute la population est réalisée tous les cinq ans, les populations de référence des années intermédiaires étant quant à elles estimées par interpolation ou extrapolation. Pour la commune, le premier recensement exhaustif entrant dans le cadre du nouveau dispositif a été réalisé en 2008.

En 2022, la commune comptait 1 581 habitants, en évolution de +1,61 % par rapport à 2016 (Saône-et-Loire : −1,06 %, France hors Mayotte : +2,11 %).
| 1793  | 1800  | 1806  | 1821  | 1831  | 1836  | 1841  | 1846  | 1851  |
| ----- | ----- | ----- | ----- | ----- | ----- | ----- | ----- | ----- |
| 1 250 | 1 225 | 1 387 | 1 436 | 1 517 | 1 670 | 1 607 | 1 658 | 1 660 |

| 1856  | 1861  | 1866  | 1872  | 1876  | 1881  | 1886  | 1891  | 1896  |
| ----- | ----- | ----- | ----- | ----- | ----- | ----- | ----- | ----- |
| 1 646 | 1 062 | 1 687 | 1 697 | 1 681 | 1 678 | 1 731 | 1 714 | 1 681 |

| 1901  | 1906  | 1911  | 1921  | 1926  | 1931  | 1936  | 1946  | 1954  |
| ----- | ----- | ----- | ----- | ----- | ----- | ----- | ----- | ----- |
| 1 700 | 1 543 | 1 524 | 1 212 | 1 239 | 1 237 | 1 153 | 1 128 | 1 138 |

| 1962  | 1968  | 1975  | 1982  | 1990  | 1999  | 2006  | 2008  | 2013  |
| ----- | ----- | ----- | ----- | ----- | ----- | ----- | ----- | ----- |
| 1 237 | 1 523 | 1 538 | 1 566 | 1 635 | 1 463 | 1 571 | 1 586 | 1 580 |

| 2018  | 2022  | - | - | - | - | - | - | - |
| ----- | ----- | - | - | - | - | - | - | - |
| 1 551 | 1 581 | - | - | - | - | - | - | - |

## Économie

### Vignoble
Commune viticole de la Côte chalonnaise (AOC) d'une superficie de 340 hectares : 217 hectares de chardonnay (vin blanc) et 123 hectares de pinot noir (vin rouge). La classification se répartit en 248 hectares d'appellation village (Maizières, la Bergerie, Chaponnières) et 92 hectares de premier cru (Le Meix Cadot, les Cloux, la Pucelle). L'AOC est introduite en 1939, sur un vignoble déclinant, déclin partiellement freiné par l'introduction de l’appellation. Depuis 1968, il n'y a plus de vigne plantée en zone non-AOC sur la commune.
Rully, village incontournable, est aussi la capitale du crémant de Bourgogne, fait d'après la méthode champenoise.

## Culture locale et patrimoine

### Lieux et monuments

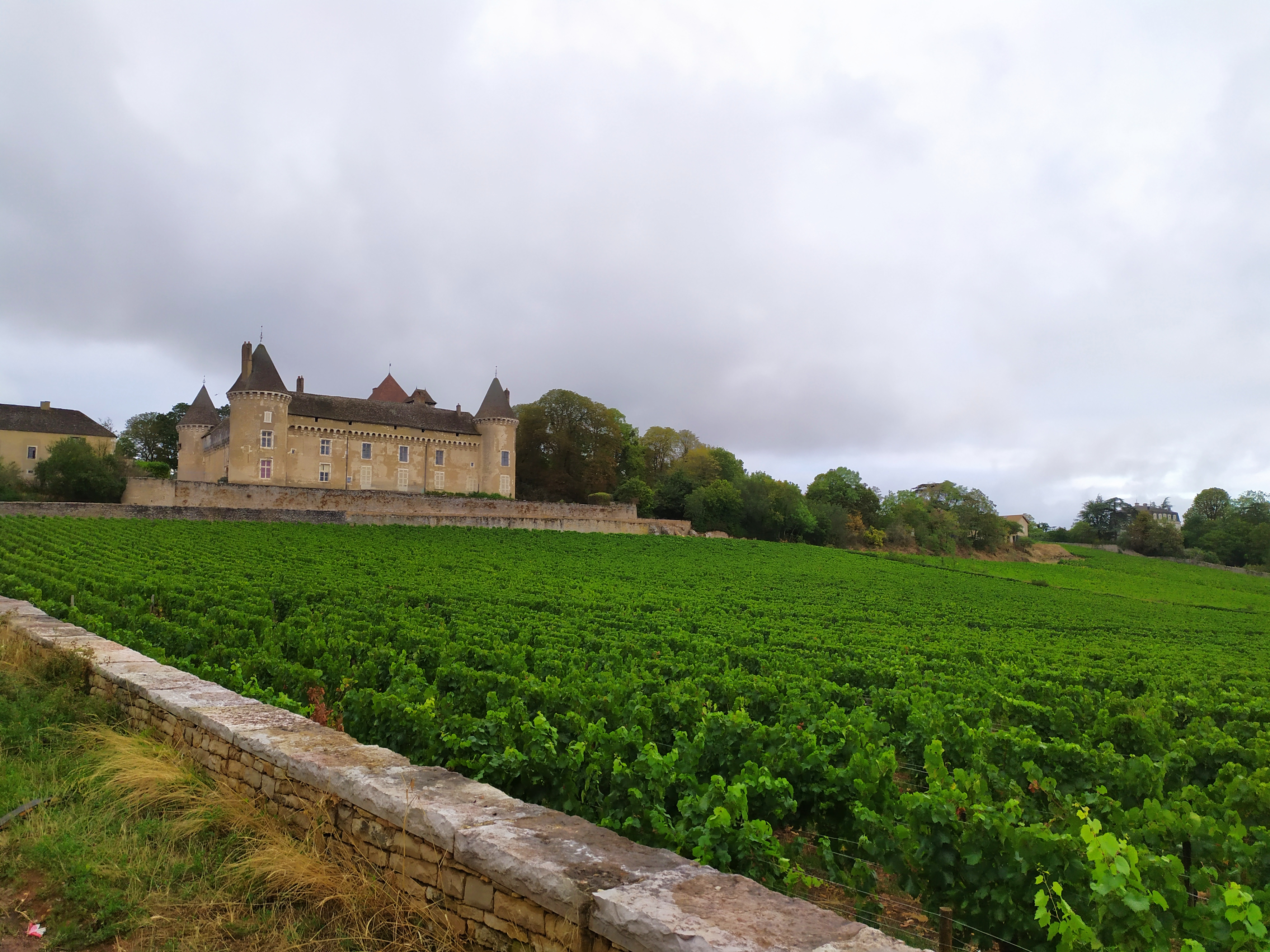
Le château de Rully.

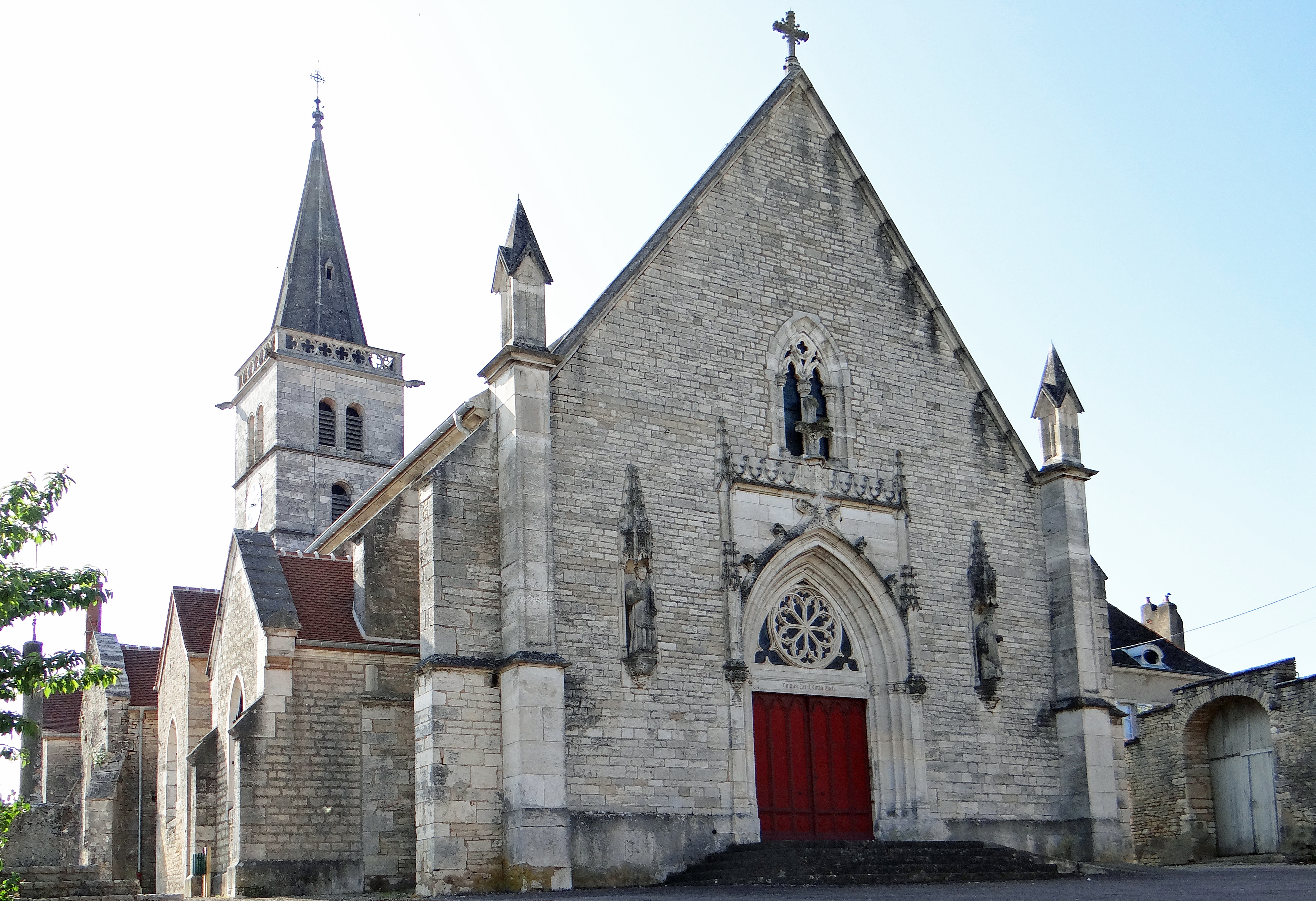
L'église Saint-Laurent.

- Le château de Rully, XIVe et XVIe siècles, grosses tours d'angle, donjon carré XIIe siècle, mâchicoulis, cuisine voutée à cheminée monumentale...
- L'église Saint-Laurent, du XIVe siècle pour l'essentiel (elle fut agrandie en 1849 et son clocher, frappé par la foudre, dut être entièrement refait en 1921[33]), restaurée, qui dispose d'un chœur du XVIIIe siècle dans lequel est notamment visible un « retable du Bon Pasteur » (triptyque), œuvre de l'artiste Michel Bouillot[34] réalisée à la demande de l'abbé Georges Bouchard[35] (un tableau illustrant la révélation du Sacré-Cœur à sainte Marguerite-Marie, œuvre de Michel Bouillot, a par ailleurs été redécouvert en 2019 dans la chapelle du Sacré-Cœur[36]).
- La chapelle d'Agneux, qui date du XIIe siècle (bâtiment aujourd'hui compris dans le parc d'une propriété particulière).
- La chapelle du Meix-Saint-Michel, 1863.
- Le champ de César ou d'Agneux.
- Le château Saint-Michel.
- Bornes armoriées XVIIe siècle.
- Anciennes maisons viticoles.
- La croix de cimetière, datée de 1737.
- La croix de Varot, sculptée par le tailleur de pierre clunisois Pierre Grillot d'après un dessin de l'artiste Michel Bouillot (1981)[37].
- Statue de saint Laurent dans une niche d'une maison de la Grande Rue, siège, jadis, de la confrérie Saint-Laurent, société d'entraide viticole[38].
- Lavoirs.
- Rully possède une sculpture géante en inox représentant un vigneron futuriste réalisée par Alain Longet créateur en sculpture connu dans le monde pour ses œuvres d'art. Alain Longet est artiste Meilleur Ouvrier de France. il réalise actuellement avec les élèves des lycées une œuvre gigantesque de 13 mètres de haut  représentant un rugbyman en pleine action, cette œuvre monumentale mesurera finalement 13 mètres de haut, la plus haute sculpture du monde représentant un sportif et tout en inox de médiapresse75.

### Festivités
Rully, commune viticole, a accueilli en janvier 1998 la 54e édition de la Fête de la Saint-Vincent tournante, manifestation supervisée par la Confrérie des chevaliers du Tastevin.

### Personnalités liées à la commune

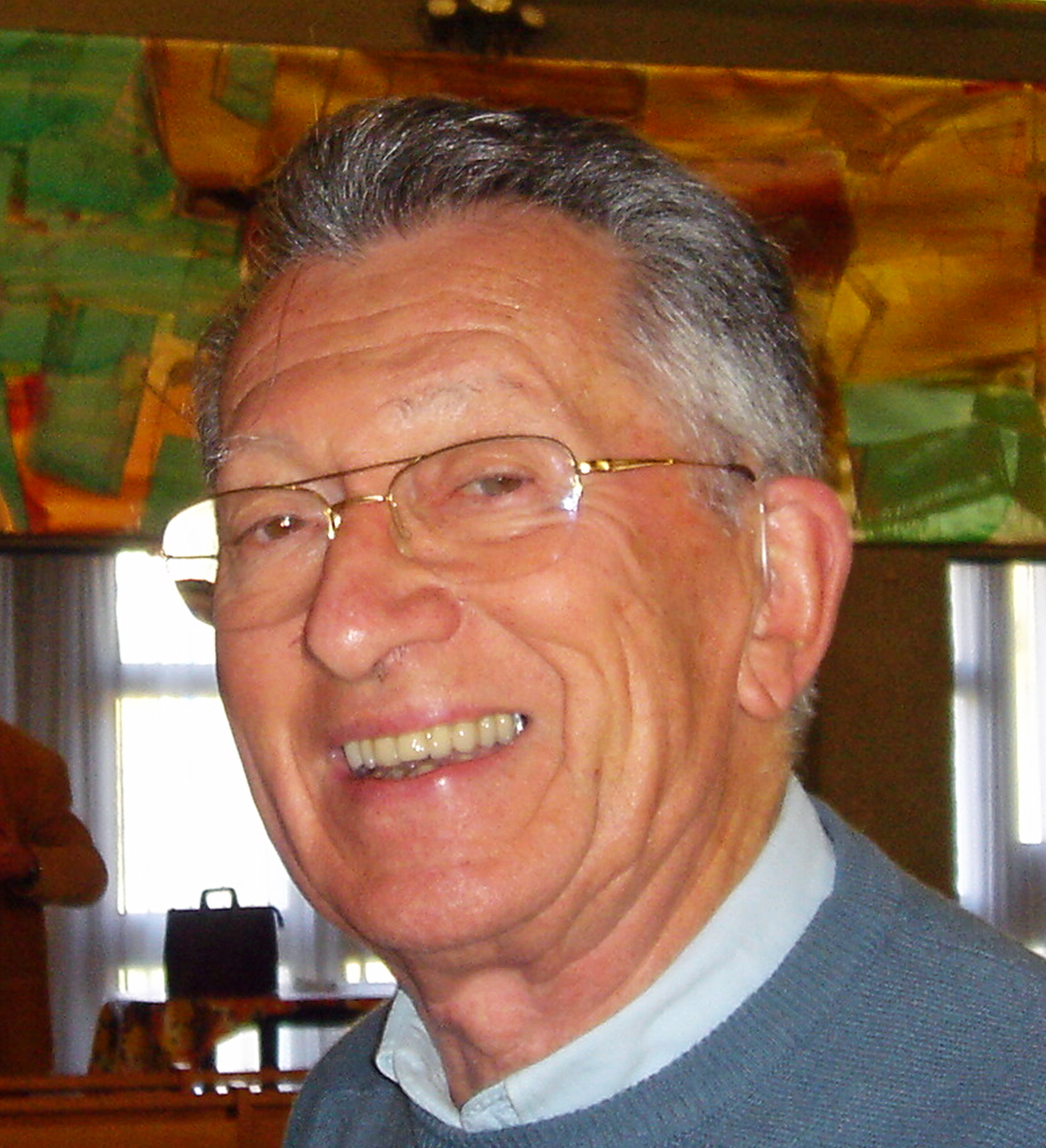
L'abbé Robert Pléty

- La romancière Sophie Victorine Fornel, aussi connue sous le pseudonyme de Paul ou Pierre Perrault, née à Rully le 5 mars 1842.
- Le peintre Gustave Corlin, né à Rully le 10 juin 1875.
- Le médecin et ornithologue Ferdinand Bernard de Montessus de Ballore, qui y est mort en 1899 et y repose[39].
- Le chanoine Denis Grivot, ecclésiastique né à Rully le 3 novembre 1921 et décédé le 9 juillet 2008 à Autun. Il fut conservateur honoraire des Antiquités et objets d'art de Saône-et-Loire, maître de chapelle de la cathédrale Saint-Lazare d'Autun et historien de l'art[40].
- L'abbé Robert Pléty, né à Rully le 29 juin 1921. Ordonné prêtre en 1947 après avoir été formé au petit séminaire de Rimont puis au grand séminaire d'Autun, il fut aussitôt nommé au sein de la communauté de prêtres de Lugny, où il demeura jusqu’en 1986, douze ans après avoir succédé à l'abbé Joseph Robert à la tête de cette communauté.

### Héraldique
|  | Les armes de la commune se blasonnent ainsi : Coupé : au 1) de gueules aux trois bulles d'argent, au 2) parti au I d'argent à la fasce de gueules frettée d'or, accompagnée de trois molettes de cinq rais de sable au II d'azur au chevron d'or accompagné de trois étoiles d'argent. |

## Pour approfondir